# 永昌路
永昌路，元朝时设置的路。
至元十五年（1278年）置，治所在今甘肃省永昌县。属甘肃等处行中书省。辖境相当今甘肃省永昌、民勤、武威、景泰、古浪、天祝、永登等市县地。明朝洪武初年废，洪武十五年（1382年）三月置永昌卫。